# Priorij van Klaarland

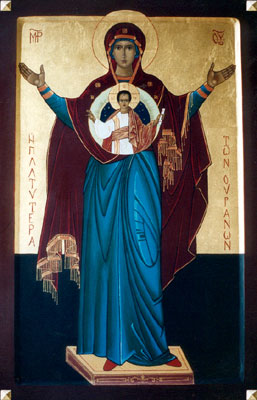
De icoon van Onze-Lieve-Vrouw van Klaarland.

Priorij Onze-Lieve-Vrouw van Klaarland is een kloostergemeenschap in het plaatsje Lozen in Belgisch Limburg, die behoort tot de orde der trappisten. 

## Geschiedenis
In 1970 werd de priorij door zes zusters van de abdij Nazareth uit Brecht gesticht. In eerste instantie was de vestigingsplaats Hasselt; in 1975 verhuisde men naar Lozen. 

## Dagelijks leven
Het leven in Priorij Klaarland wordt gekenmerkt door gebed, lezing en handenarbeid, de drie krachtlijnen van het trappistenleven.
Het ritme van de dag wordt bepaald door het samen vieren van de officies. De zeven gebedstijden zijn voor iedereen toegankelijk: zowel voor gasten als voor toevallige bezoekers. Elke dag wordt er ook geruime tijd voorzien voor geestelijke lezing, Lectio Divina genoemd.
Zoals alle andere gemeenschappen in de trappistenorde, werken de zusters voor hun dagelijks brood. Om in hun levensonderhoud te kunnen voorzien, produceren en/of verkopen zij onder andere confituur, koekjes, biergisttabletten, liturgische gewaden, kaarsen en wenskaarten.
Er is ook een klein gastenhuis waar mensen die stilte en bezinning zoeken, enkele dagen kunnen logeren. Het klooster zelf is evenwel niet te bezichtigen.
Monseigneur Schruers kreeg hier zijn laatste rustplaats.